# Egon
L'Egon o Namang és un estratovolcà que es troba al sud-est de l'illa de Flores, Indonèsia. El cim s'alça fins als 1.703 msnm i es troba coronat per un cràter de 350 metres de diàmetre i 200 metres de fondària que conté un llac temporal. Els seus vessants presenten altres llacs de cràter i el seu flanc meridional és flanquejat per un dom de lava que culmina a 1.671 metres d'altitud.
L'activitat volcànica de l'Egon sols és coneguda amb certesa des del 2004, quan han tingut quatre erupcions. Aquestes erupcions van donar lloc a diverses evacuacions de la població del voltant, en especial la que va començar el 29 de gener de 2004 per culpa d'una esllavissada. Hi ha fumeroles a les vores del cràter principal i a la part superior del vessant sud del cràter.